# 신동아
《신동아》(新東亞, Shindonga)는 동아일보에서 발행하는 대한민국의 보수 성향 월간지로, 대한민국에서 지금까지 발행 중인 잡지 중 가장 역사가 오래된 종합 잡지이다. 창간 당시의 주필은 소설가 주요섭이었고, 복간 당시의 주필은 반독재 언론인으로 유명한 천관우였다.
같은 보수 성향의 월간지인 《월간 조선》이 안보, 반공 성향의 기사에 치우친 데 반해 가끔씩 사회의 화두가 되는 안티조선, 페미니즘, 햇볕정책에 대한 토론 기사를 싣거나 스포츠, 과학 관련 기사를 싣는 것이 특징이다. 1970~80년대에는 학술적인 외부 기고가 많았으나 2000년대 이후로는 정부 성향과 관계없이 비판적인 폭로 기사가 많다. 현재 편집장은 김현미 신동아팀장이며 발행인은 허엽이다.

## 역사
- 1931년 11월 창간
- 1936년 8월 일장기 말소사건으로 폐간 (지령 59호)
- 1964년 9월 복간 (지령 60호)
- 1975년 언론 탄압으로 인해 정상 발간한 열흘 가까이 지연됨[1]
- 1985년 7월 "다큐멘터리 광주" 특종 기사
- 1987년 12월 "이후락 증언" 특종 기사
- 1988년 1월 발행 판매부수 40만부 돌파
- 2001년 5월 지령 500호 돌파
- 2006년 8월 통일교 난입으로 신동아 본사 편집실에 물러와 사무실 집기 등의 부순 사건
- 2009년 9월 지령 600호 돌파
- 2018년 1월 지령 700호 돌파

## 특징
동아일보의 월간 시사지로 정치, 주로 매 월마다 신문을 연재한 것을 비롯하여 사회에 관한 내용을 주로 다루고 있다. 월간조선, 월간중앙과 함께 국내 3대 월간 시사지로 손꼽히고 있으며 1931년 창간 때부터 세로쓰기를 통해서 내용을 게재하였으나 1988년 1월호부터는 가로쓰기로 변경하였다.
월간조선과 함께 한자 로고를 사용하는 것이 특징이며 두꺼운 분량의 크기로 발행하고 있다.

## 미네르바 오보 사건
2008년, 인터넷 논객 미네르바가 대한민국 경제에 대해 분석한 글이 파장을 일으키면서 베일에 싸인 그의 신분에 대한 의문이 증폭되었다. 그러던중 미네르바라고 추정되는 박대성이 검거되었는데 신동아는 이에 관심을 갖고 취재하기 시작했다. 그러던 11월, 당시 송문홍 편집장은 지인인 권모에게서 진짜 미네르바의 기고를 받게 해주겠다는 권유를 받았다. 권모는 K에게 기고를 요청했고 송 편집장은 M에게서 받은 글을 정리해 2008년 12월호에 게재했다. K는 그 후 송문홍 편집장 등과 인터뷰를 가졌으며 결국 K의 인터뷰를 《신동아》2009년 2월호에 실었다(원문은 인터넷에서 삭제된 상태다. 그러나 이미 출판된 책에는 그대로 남아있다). 신동아 보도의 대략적인 내용은 다음과 같다.
"체포된 박씨는 가짜이며 K가 진짜 미네르바이다. K는 증권사에 근무한적도 있고 해외에서 체류한 경험도 있다. 미네르바는 한명이 아니라 7명으로 이뤄진 그룹이며 박씨는 전혀 모르는 사람이다. 과거 금융기관 3곳에서 일했으며 현재 투자재무 컨설팅을 하고 있다. K가 주로 글을 썼지만 모든 글을 혼자 쓴 것은 아니고, 자신이 제공한 자료를 기반으로 다른 사람들이 글을 쓰기도 했다. 나머지 멤버들도 모두 금융업에 종사하며 언론사 뺨치는 정보력을 갖고 있다. IP의 진짜 주소는 우리 것이며, 박씨가 IP를 조작한 것이다."

그러나 2009년 1월 8일에 미네르바 박씨가 체포된 이후 K가 주장한 것과는 다르게 미네르바의 IP의 주소가 박씨의 집에 있는 PC의 IP주소와 일치한다는 점, 그리고 그동안 미네르바가 글을 올려왔던 아고라 ID의 실명 주인이 박씨인 점 등 박씨가 진짜 미네르바라는 물증이 나오면서 K가 가짜라는 것이 확실해졌다. 결국 2월 13일, K는 자기가 미네르바가 아님을 자백하였다. 검증부실로 인한 오보임이 밝혀졌으며 신동아 4월호에 공식 사과문과 함께 미네르바 오보 진상조사보고서를 실었다. 이로 인해 송문홍 편집장과 황의봉 출판국장, 최용원 출판편집인(그는 2월에 사표를 냈었다)이 오보로 인한 문책으로 해임됐으며 신동아 편집장과 출판국장, 출판편집인이 교체됐다. 또한 진짜 미네르바인 박씨는 K를 상대로 고소하였다. 이 과정에서 검찰은 허위사실 유포죄로 체포한 박대성과는 대조적으로 2개월에 걸쳐 미네르바에 대한 보도를 특종으로 오보를 낸 신동아에 대해서는 전혀 수사조차 하지 않아 형평성 논란이 일기도 했다.

## 오익제 납치 오보 사건
신동아는 2008년 10월호에서 북한의 오익제 납치설을 제기했다. 자진월북한 것으로 알려진 오익제가 통전부에 납치당했다는 기사를 전 조선노동당 통일전선사업부 요원이라고 주장하는 탈북자 장철현의 명의로 실었다. 이같은 신동아의 납치설에 대해 오익제는 통일 전문 인터넷미디어 <통일뉴스> 인터뷰에서 “이것은 날조이고 완전히 조작된 음해, 중상모략”이라고 밝혔다.
통일뉴스는 인터뷰에서 오익제에게 다음과 같이 묻고 오익제는 이에 대답했다.
□ 통일뉴스 : 질문은 모두 월간 <신동아>에 나왔던 내용을 그대로 전해서 여쭤보는 것입니다. 월간 <신동아> 10월호에 자신을 통전부 요원이었다고 자칭하고 있는 장철현이라는 탈북자가 기고글을 썼습니다. 글에 이런 내용이 있습니다. 오 선생님께서는 부인과 딸의 편지를 전달받은 뒤, 가족을 만나게 해주겠다며 오 선생님을 중국으로 유인했고, 여기에서 다시 중국에 가봤더니 가족이 없어서, 다시 안경호 조평통 서기국장이 비밀리에 오 선생님을 만나 북-중 국경 지역에서 가족이 기다리고 있으니 만나게 해주겠다며 유인했다는데 사실입니까?
■ 오익제 : 어처구니가 없구만요. 거짓말도 어지간히 비슷하게 말해야 하는데. 저는 장철현이 누군지 어떤 사람인지 그 이름조차 모릅니다. 이런 사람하고 제가 어떤 시비를 가리는 것 자체가 저는 수치스럽게 생각합니다. 한마디로 이것은 날조이고 흰 것을 검은 것이라고 하는 궤변입니다. 한 마디로 이것은 완전히 조작된 음해, 중상이고 모략이라고 말합니다.